# Finch'han dal vino

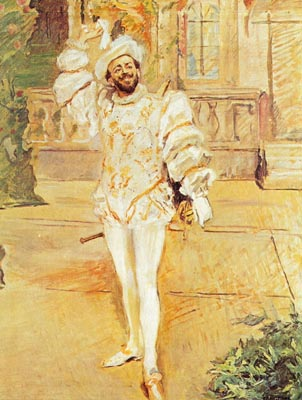
Don Giovanni při zpěvu árie Finch'han dal vino na obraze Maxe Slevogta

Finch'han dal vino (nazývaná také šampaňská árie, ačkoli v textu se o šampaňském nehovoří) je slavná árie z Mozartovy opery Don Giovanni, často prováděná také samostatně jako koncertní číslo. Nachází se na konci třetí scény prvního dějství.
Svůdník don Giovanni (don Juan) ji zpívá ve chvíli, kdy pozval do svého domu společnost venkovanů. Přikazuje v ní svému sluhovi Leporellovi, aby pro ně připravil víno a taneční zábavu, a doufá, že se mu podaří některé z dívek během noci svést a připsat si další jména do svého seznamu milenek (o tomto seznamu se hovoří v jiné slavné árii Madamina, il catalogo è questo).

## Text
| Italsky Finch'han dal vino calda la testa, una gran festa fa preparar. Se trovi in piazza qualche ragazza, teco ancor quella cerca menar. Senza alcun ordine la danza sia; chi 'l minuetto, chi la follia, chi l'alemana farai ballar. Ed io frattanto dall'altro canto con questa e quella vo' amoreggiar. Ah, la mia lista doman mattina d'una decina devi aumentar! |  | Doslovný český překlad Aby měli z vína rozpálenou hlavu, velikou oslavu dej připravit. Jestli najdeš na náměstí nějakou dívku, ještě i tu s sebou zkus přivést. Bez jakéhokoli pořádku ať je tanec: jedny menuet, jiné foliu, jiné zas allemandu necháš tančit. A já mezitím v opačném rohu s tou a s tamtou chci flirtovat. Ach, můj seznam se zítra ráno aspoň o deset (jmen) musí rozrůst! |  | České přebásnění Rudolfa Vonáska Až rudé víno zbarví jim tváře, slavnostní záře hned může plát. Z celého města děvčata hezká voď mi sem rychle, zlíbám je rád! Vše jako bezhlavé tančiti začne, skákat a jásat, rozkoše lačné, vše bude smát se, zpívat a hrát, skákat a jásat, zpívat a hrát, rozkoše lačné, zpívat a hrát! Já v rozeplání a v milkování té pak a oné dám lásku znát. Až vzejde ráno, v soupis mých lásek zas deset krásek můžeme psát, krásek mých můžeme psát! |